# Оталгия
Оталги́я (син. боль в ухе) — болевые ощущения в области уха, которые могут служить симптомом заболеваний самого уха, включая его наружную часть и внутреннее ухо, или симптомом патологических процессов, развивающихся в другой части тела. Является распространённым симптомом, наблюдаемым в общей медицинской практике, у отоларингологов и в отделениях неотложной помощи. Наиболее частой причиной оталгии в случае заболеваний уха являются инфекции.
Боль может быть постоянной или периодической, ноющей или острой. Люди всех возрастов подвержены этому заболеванию. У взрослых причинами, вызывающими боль в ушах, могут быть ушные инфекции и травмы, боли в горле или зубные боли, отражающиеся в ухе, травма нижней челюсти и барабанных перепонок. У детей чаще всего оталгия возникает от инфекции.
В случае отсутствия улучшения по части симптомов, в число которых входит оталгия, в течение одних или двух суток или резкого прекращения боли, если до этого она была достаточно сильной, может потребоваться обращение за медицинской помощью.

## Этиология

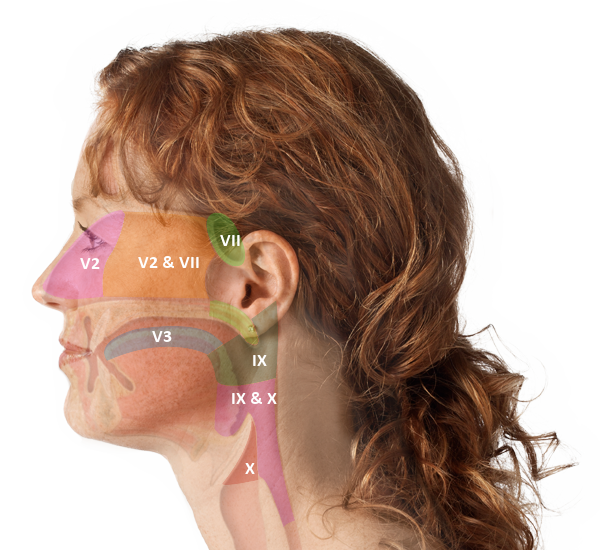
Вторичная оталгия, источником которой служат голова или шея.

Оталгия делится на первичную и вторичную. Первичная возникает из-за патологических процессов во внутреннем, среднем или наружном ухе. Наиболее частой причиной первичной оталгии являются инфекции. Вторичная оталгия возникает из-за патологических процессов в другой части тела. Поскольку уши разделяют с другими органами сложную нервную сеть, возможно множество причин болей в ушах, не связанных с самими ушами. Вторичная оталгия зачастую является следствием неопасных процессов, однако она также может быть ранним признаком серьёзных заболеваний.
Причины ушной боли у взрослых и детей отличаются. Среди детей чаще встречаются заболевания уха, в то время как среди взрослых распространена вторичная оталгия. Наиболее распространёнными причинами оталгии среди детей являются острый средний отит, простуда и другие инфекции верхних дыхательных путей, наружный отит, инородные тела в ушном проходе, рецидивирующий паротит, тонзиллит, паратонзиллярный абсцесс, абсцесс шеи, синусит или другие связанные с носом причины, дисфункция височно-нижнечелюстного сустава и проблемы с зубами. Также причиной ушной боли может быть попадание в слуховой проход мыла или шампуня.

## Диагностика
Появление определённых признаков при боли в ухе требует обращения к врачу. Среди них:
- высокая температура тела, сильные боли или ощущение более тяжёлого заболевания у ребёнка, чем  те, что обычно сопровождают боль в ухе[11];
- появление новых симптомов у ребёнка, среди которых может быть раздражительность, головные боли, отёк вокруг уха или слабость мышц лица[11];
- внезапное прекращение боли, что может оказаться признаком разрыва барабанной перепонки[11];
- ухудшение симптомов основного заболевания либо отсутствие улучшения состояния в течение одних или двух суток[11].

Дифференциальный диагноз оталгии предполагает учёт различных факторов, среди которых локализация боли, её длительность, сопутствующие симптомы, отягчающие и смягчающие факторы, история предыдущих эпизодов и история болезней, статус курения и наличие алкогольной зависимости.
Если полное обследование уха, включая отоскопию и компьютерную томографию височной кости, не выявило каких-либо проблем, вероятным источником боли могут быть голова или шея, что предполагает вторичную оталгию.
Некоторые опасные признаки предполагают детализированный анализ анамнеза и выяснение причин оталгии. Подобные признаки включают в себя:
- дисфагию, дисфонию и кровохарканье, которые могут оказаться признаком рака головы или шеи[15];
- прогрессирующую или внезапную потерю слуха[15];
- потерю зрения или чёрные пятна в глазах[14];
- потерю веса, для которой не было явных причин[14].

## Лечение
Существует несколько способов снизить болевые ощущения в домашних условиях. Можно поместить холодный пакетик или прохладную влажную тряпку на ухо на 20 минут. При ушной инфекции снизить давление в ухе может помочь жевание, однако жевательные резинки могут приводить к удушью у маленьких детей. Также снизить давление в ухе может помочь отдых в вертикальном положении вместо лежачего. Если барабанная перепонка не разорвана, снизить боль могут помочь ушные капли или болеутоляющие средства, например, парацетамол или ибупрофен, однако детям нельзя давать аспирин.
Если боль вызвана изменением высоты и, соответственно, давления в ушах, например, при нахождении в самолёте, то может помочь глотание. Также можно что-нибудь пожевать. В случае маленьких детей может помочь сосание бутылочки или кормление грудью.

## Факторы риска
Некоторые факторы риска связаны с повышенной вероятностью обнаружения серьёзного заболевания, которому сопутствует оталгия. Среди факторов риска:
- курение[17],
- регулярное употребление алкоголя в объёме 50 г в день или более[17],
- возраст 50 лет или более[17],
- коронарная недостаточность[17],
- сахарный диабет[17],
- иммунодефициты[17].

По сравнению с непьющими людьми ежедневное употребление 50 или более грамм алкоголя, что приблизительно соответствует 3,5 порциям, увеличивает риск рака головы, шеи или пищевода примерно в 2 или 3 раза. Курение вкупе с употребление алкоголя ещё больше увеличивает риски.
Если оталгия сопровождается односторонней потерей слуха без явных на то причин (например, серной пробки), такие случаи предполагают необходимость проведения обследования для выяснения причины.